# Pleusirus secorrus
Pleusirus secorrus är en kräftdjursart som beskrevs av J. L. Barnard 1969. Pleusirus secorrus ingår i släktet Pleusirus och familjen Pleustidae. Inga underarter finns listade i Catalogue of Life.